# Masléon
Masléon település Franciaországban, Haute-Vienne megyében. Lakosainak száma 286 fő (2022. január 1.). Masléon Bujaleuf, Neuvic-Entier, Roziers-Saint-Georges és Saint-Denis-des-Murs községekkel határos.

## Népesség
A település népességének változása:
| Lakosok száma | 297  | 287  | 284  | 282  | 281  | 282  | 282  | 286  |
|               | 2013 | 2015 | 2017 | 2018 | 2019 | 2020 | 2021 | 2022 |